# Адски бос
„Адски бос“ е американски анимационен уеб сериал, създаден, режисиран, написан и продуциран от Вивиен „VivziePop“ Медрано. Въпреки че се провежда в същата вселена като Хазбин Хотел, също създаден от Медрано, поредицата се отличава с различен сюжет и състав от герои. Както Медрано го описва, докато и двете предавания споделят една и съща обстановка, Хазбин Хотел е относно изкупление и последици, докато Адски бос следва „персонажи и общества, които вече съществуват в Ада“ с основен акцент върху междуличностните отношения между героите. Пилотният епизод бива пуснат на 25 ноември 2019 г. докато първият епизод от първия сезон, продуциран от SpindleHorse Toons, е издаден на 31 октомври 2020 г. Първият сезон ще бъде пуснат в YouTube канала на Медрано, както направи и с други анимации. Втори епизод излиза на 9 декември 2020 г.

## Сюжет
Поредицата проследява служителите на IMP (Immediate Murder Professionals), компания за наемни убийства в Ада, и техните различни мисии. Членовете на IMP включват Блиц – шефът на предприятието, заедно със специалиста по оръжия Мокси, енергичната Мили и рецепционистката – адската хрътка на име Луна. С помощта на древна книга, получена от Гьотеанския демон, наречен Столас, те успяват да свършат работата си и заедно се опитват да поддържат своя бизнес.

## ЛГБТ+ представяне
Адски бос има различни ЛГБТ+ герои, конкретно бисексуалния имп Мокси, и пансексуалния Блиц. Столас също вероятно е бисексуален, тъй като е женен със съпруга и дъщеря, но също така е правил секс с Блиц.
|  | Тази страница частично или изцяло представлява превод на страницата Helluva Boss в Уикипедия на английски. Оригиналният текст, както и този превод, са защитени от Лиценза „Криейтив Комънс – Признание – Споделяне на споделеното“, а за съдържание, създадено преди юни 2009 година – от Лиценза за свободна документация на ГНУ. Прегледайте историята на редакциите на оригиналната страница, както и на преводната страница, за да видите списъка на съавторите. ВАЖНО: Този шаблон се отнася единствено до авторските права върху съдържанието на статията. Добавянето му не отменя изискването да се посочват конкретни източници на твърденията, които да бъдат благонадеждни. |